# Fushë-Krujë
Fushë-Krujë (doslova v češtině Krujské pole) je město (do roku 2015 z administrativního hlediska samostatné, po správní reformě součást Krujë), které se nachází v Albánii. Administrativně spadá do okresu Krujë.

## Poloha
Město, které je obklopené rovinatou a intenzivně zemědělsky využívanou krajinou, leží na hlavním silničním tahu mezi metropolí Albánie Tiranou a městem Skadar. V roce 2011 zde žilo 18 477 obyvatel. Městem protéká severojižním směrem řeka Zeza. Nedaleko se nachází také tiranské mezinárodní letiště.

## Historie
Ve středověku zde došlo k několika střetům albánských povstalců v bojích, které vedl vojevůdce Skanderbeg.
Město vzniklo rozšířením původní vesnice okolo mostu přes řeku Zeza v souvislosti s odvodněním okolních bažin po druhé světové válce. Podle rakouských i italských map se zde před druhou světovou válkou nenacházelo žádné osídlení. Jen přes řeku Zeza byl okolo roku 1900 postaven dřevěný most. Populační boom nastal po roce 1991, přistěhoval se sem velký počet obyvatel z různé části Albánie. V roce 2007 Fushë-Kruje navštívil americký prezident George W. Bush a postavili mu zde i sochu. Výhledově zde řecký investor má vybudovat cementárnu.

## Doprava
Severně od samotného města stojí cementárna, která je na albánskou železniční síť napojena vlečkou přes samotné Fushë-Kruje na hlavní trať Skadar–Vorë.
Výhledově má v blízkosti města vést dálnice A1. Prochází tudy silnice celostátního významu, spojující Tiranu (hlavní město) se severoalbánským Skadarem (silnice č. SH1) a z ní se odpojuje silnice SH52, která vede k přístavnímu městu Drač. Křížení obou komunikací na západním okraji města má podobu mimoúrovňové křižovatky.

## Kultura
Nedaleko od města se nachází turecký kamenný most Ura e Kurçajt, který je chráněn jako kulturní památka I. kategorie v Albánii.

## Bezpečnost
Na jihovýchodním okraji města stojí věznice.

## Sport
Místní fotbalový klub KS Iliria v současné době hraje ve třetí nejvyšší divizi.